# 林崎昭裕
林崎 昭裕（りんざき あきひろ、1942年5月27日 - 1969年3月3日）は、日本の射撃競技（ライフル射撃）選手。明治大学在学中に1964年東京オリンピックに出場、男子スモール・ボア・ライフル伏射で6位入賞。

## 経歴
山形県米沢市出身。明治高等学校卒業後、1961年（昭和36年）に明治大学に入学。
明治大学入学後、射撃部に入部し頭角を現す。1964年、大学4年生時には射撃部主将を務め、伏射60発競技で日本選手権を獲得した。1964年東京オリンピックに男子スモール・ボア・ライフル伏射種目で出場し、6位入賞（594点）。1位のラスロー・ハンメルは597点で、6位まで3点差という大接戦であった。
大学卒業後は競技から引退し、兄の起こした会社に勤務した。1969年（昭和44年）3月3日、交通事故により死去。